# 氨基环醇
氨基环醇是一类環醇衍生物，天然的氨基环醇多为微生物的次级代谢产物，是许多氨基糖苷类抗生素的组成成分。常见的有：
- 井冈霉醇胺
- 井冈霉烯胺